# 中上絵奈
中上 絵奈（なかがみ えな、1973年2月14日 - ）は、日本の元AV女優。
神奈川県出身。身長:156cm。スリーサイズ:B88・W5・H88。

## 作品

### アダルトビデオ
- 桃尻天使
- 乳液検査
- 宇宙の国のアリス19
- ももいろ診察室
- H娘は芯棒が大好き
- 全身で御奉仕
- 引き裂かれた美乳
- 絶叫しちゃった！
- 恥態/濡れて乱れて
- トーキョーヴィーナス 美神伝説 Vol. 3

### ゲーム
- THE・野球拳 パート19（NEWジャトレ） 共演：憂木瞳、松下英美、豊田みづほ ※アーケードゲーム
- THE野球拳 バニーガール編（NEWジャトレ） 共演：憂木瞳、松下英美、豊田みづほ

パート19のパソコン版ソフト

### 写真集
- 『中上絵奈写真集 HEDONISM』 - 桜桃書房 撮影：森田征義

## 雑誌
- ベッピン 1993年4月号
- さくらんぼ通信 1993年7月号